# Ornette Coleman
Randolph Denard Ornette Coleman (9. března 1930, Fort Worth, Texas, USA – 11. června 2015) byl americký jazzový saxofonista a hudební skladatel.
S albem Free Jazz: A Collective Improvisation z roku 1960 stanul u zrodu free jazzového hnutí.
Za album Sound Grammar získal Pulitzerovu cenu.
Zemřel roku 2015 ve věku 85 let.

## Diskografie
- Something Else!!!! (1958)
- Tomorrow Is the Question! (1959)
- The Shape of Jazz to Come (1959)
- Change of the Century (1959)
- This Is Our Music (1960)
- Free Jazz: A Collective Improvisation (1961)
- Ornette! (1961)
- Ornette on Tenor (1961)
- The Art of the Improvisers (1961)
- Twins (1961)
- Beauty Is a Rare Thing (1961)
- Town Hall (1962)
- Chappaqua Suite (1965)
- An Evening with Ornette Coleman (1965)
- Who's Crazy Vol. 1 & 2 (1965)
- The Paris Concert (1965)
- Live at the Tivoli (1965)
- At the Golden Circle Stockholm (1965)
- The Empty Foxhole (1966)
- The Music of Ornette Coleman - Forms & Sounds (1967)
- The Unprecedented Music of Ornette Coleman (1968)
- Live in Milano (1968)
- New York Is Now! (1968)
- Love Call (1968)
- Ornette at 12 (1968)
- Crisis (1969)
- Friends and Neighbors (1970)
- Broken Shadows (1971)
- Science Fiction (1971)
- European Concert (1971)
- The Belgrade Concert (1971)
- Skies of America (1972)
- J for Jazz Presents O.C. Broadcasts (1972)
- To Whom Who Keeps a Record (1975)
- Dancing in Your Head (1976)
- Body Meta (1976)
- Soapsuds, Soapsuds (1977)
- Of human feelings (1982)
- Opening the Caravan of Dreams (1983)
- Prime Time/Time Design (1983)
- Song X (1986)
- In All Languages (1987)
- Live at Jazzbuehne Berlin (1988)
- Virgin Beauty (1988)
- Naked Lunch (1991)
- Tone Dialing (1995)
- Sound Museum - Hidden Man & Three Women (1996)
- Colors: Live from Leipzig (1997)
- Sound Grammar (2006)

s Paulem Bleyem
- Coleman Classics Vol. 1 (1958)
- Live at the Hillcrest Club (1958)

s Johnem Lewisem
- John Lewis Presents Jazz Abstractions (1960)

s Jackie McLeanem
- New and Old Gospel (1967)

s Yoko Ono
- Yoko Ono/Plastic Ono Band (1970)

s Lou Reedem
- The Raven (2003)

s Jamaaladeen Tacuma
- Renaissance Man (1984)
- For the Love of Ornette (2010)

s Jamesem Ulmerem
- Tales of Captain Black (1978)